# Кевин Лима
Кевин Лима (енгл. Kevin Lima) амерички је редитељ познат по Дизнијевим филмовима Шиљин филм, Тарзан, 102 далматинца и Зачарана.